# Аполлон Кифаред
Аполлон Кифаред (Apollo Citharoedus или Apollo Citharede) — статуя, рельеф или картина Аполлона, изображающие его в виде кифареда с кифарой (лирой).
Во многих музеях мира находятся большое количество работ «Аполлона Кифареда» самых разных авторов и времени их создания.

## История и описание
Среди наиболее известных примеров этого произведения — скульптура из музеев Ватикана, монументальная мраморная статуя 2-го века н. э., выполненная неизвестным римским скульптором. На ней Аполлон изображен увенчанным лавровым венком и одетым в длинную ниспадающую мантию ионического барда. Эта статуя была найдена в 1774 году вместе с семью статуями Муз на развалинах виллы Гая Кассия Лонгина близ итальянского города Тиволи.
В музее Пио-Клементино Ватикана имеется другая статуя Аполлона Кифареда, римская копия 117—130 годов н. э. греческого оригинала IV века до н. э. (инвентарный номер 2353). Статуя была найдена в 1770-х годах на территории церкви Сан-Сильвестро-ин-Капите. Считается, что эта работа относится к эпохе Адриана и является копией позднеклассического оригинала второй половины IV века до н. э., который, в свою очередь, явился переработкой более древнего образца около 460 года до н. э.
Также широко известна утраченная мраморная скульптура, считающаяся работой Скопаса, выполненная в IV веке до н. э., копия которой находится в большом зале Палаццо Нуово Капитолийских музеев в Риме. Другой мраморный «Аполлон Кифаред» высотой 2,29 м, эллинистического оригинала II века до нашей эры, приписываемого Тимархиду (Timarchidès), также находится в этом зале Палаццо Нуово.

Аполлон Кифаред
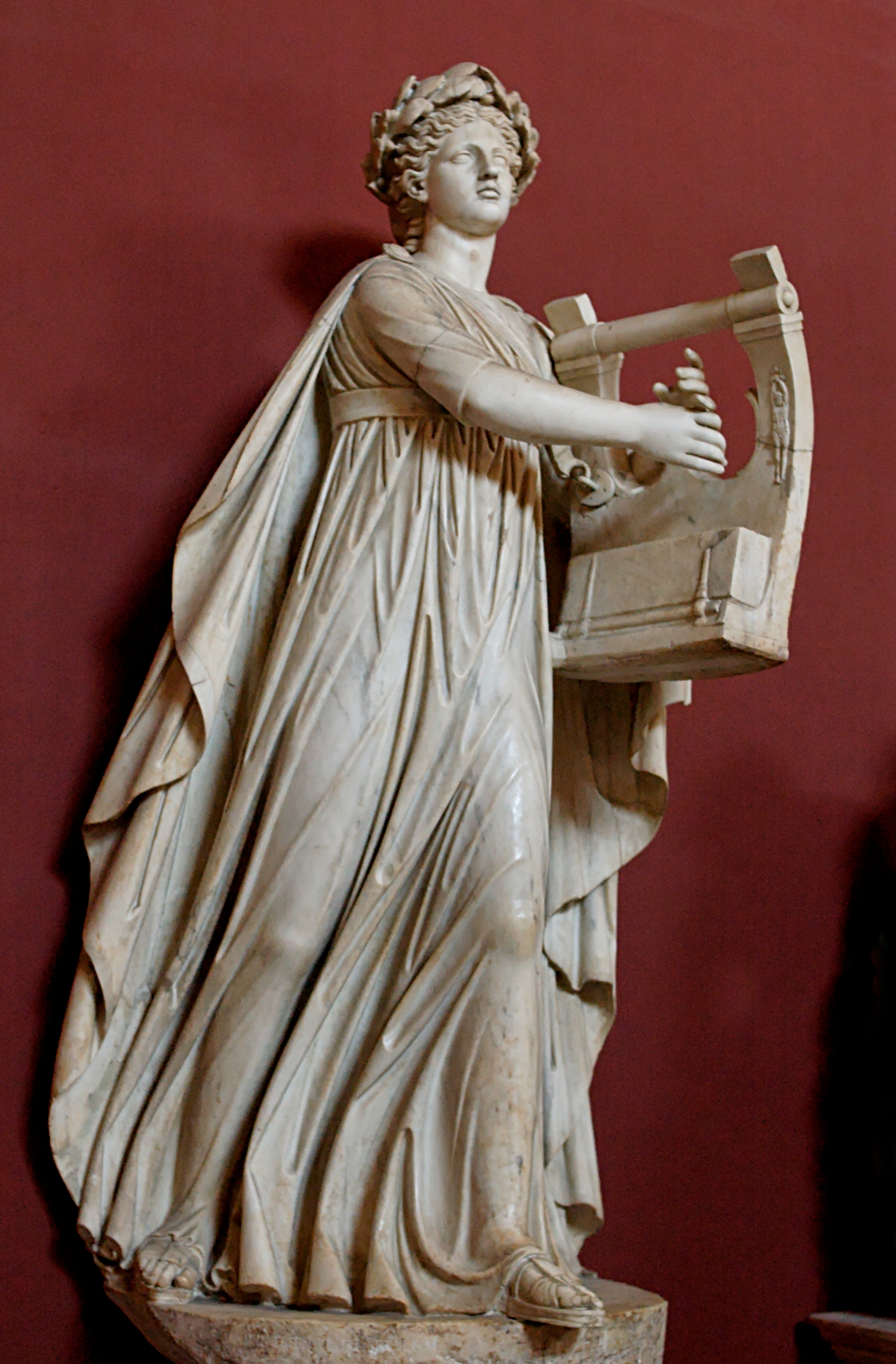
Ватиканские музеи
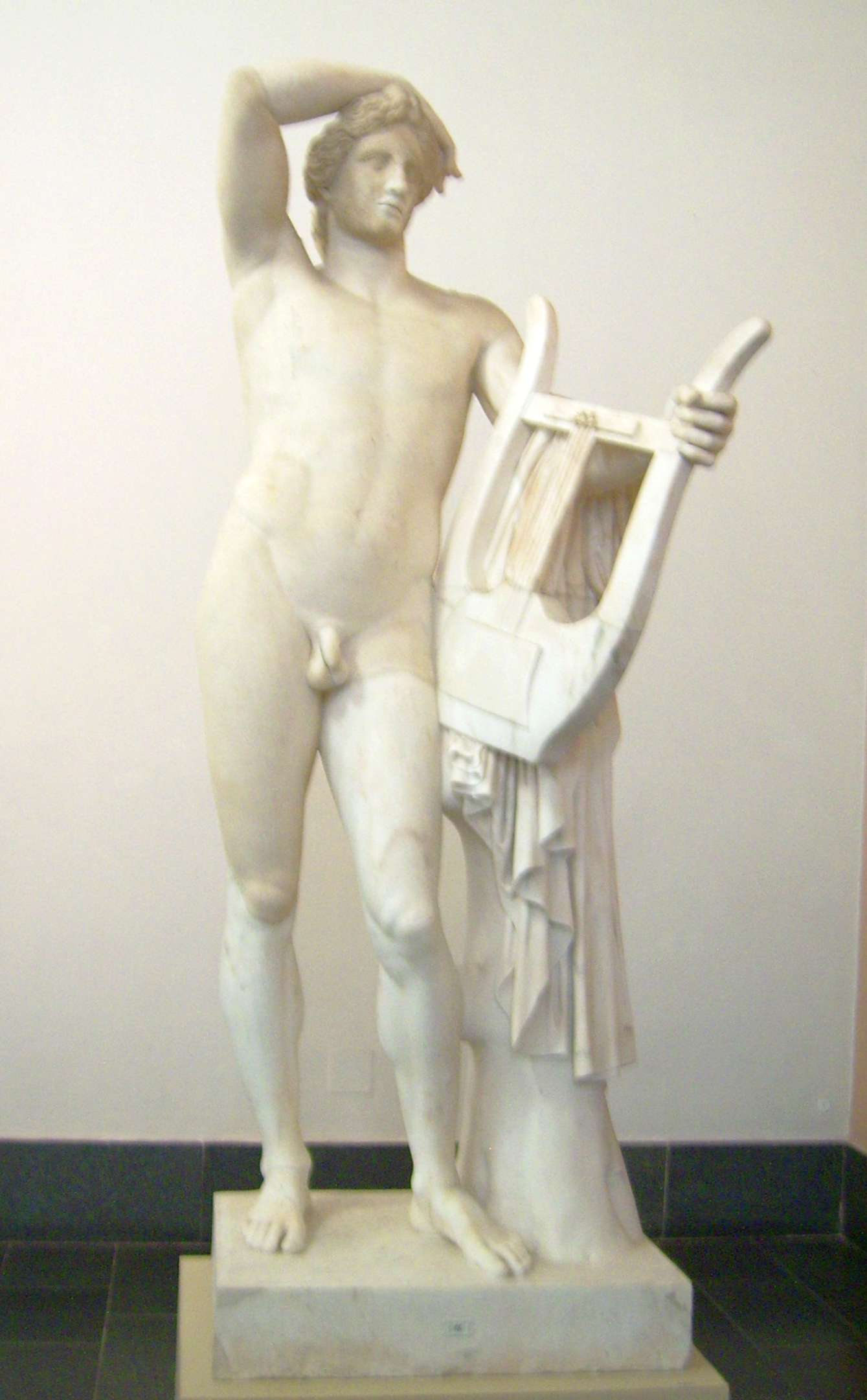
Пергамский музей
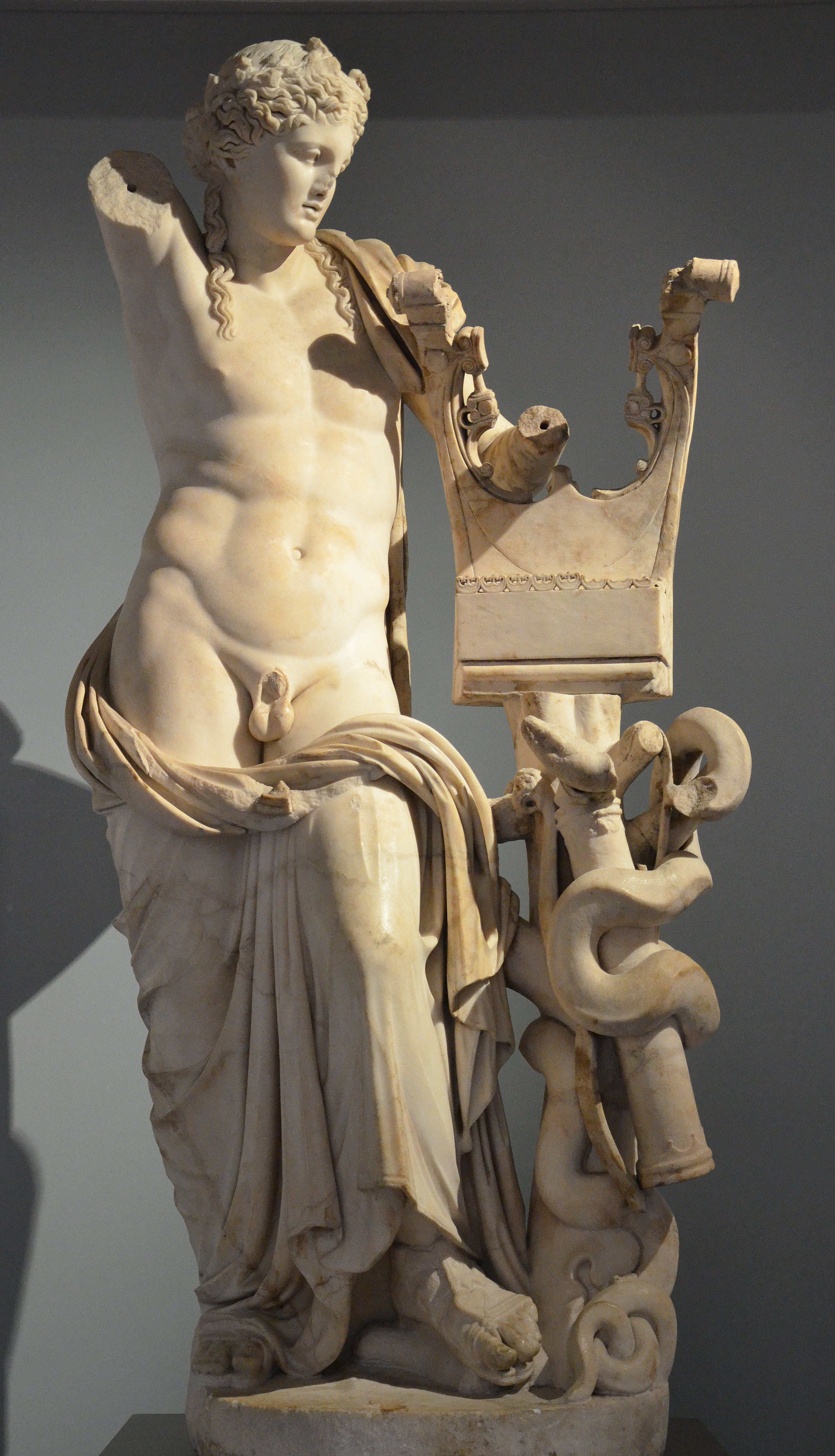
Британский музей
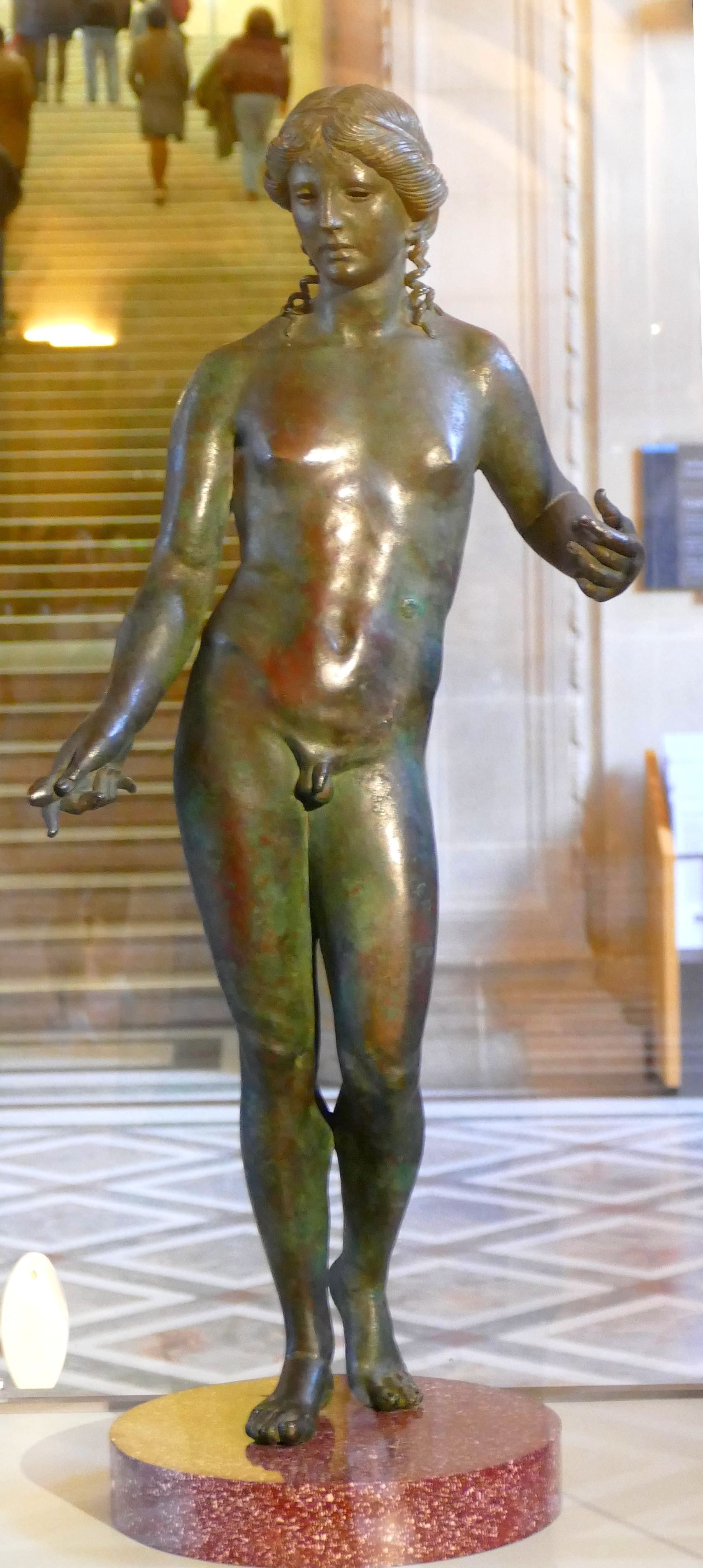
Лувр
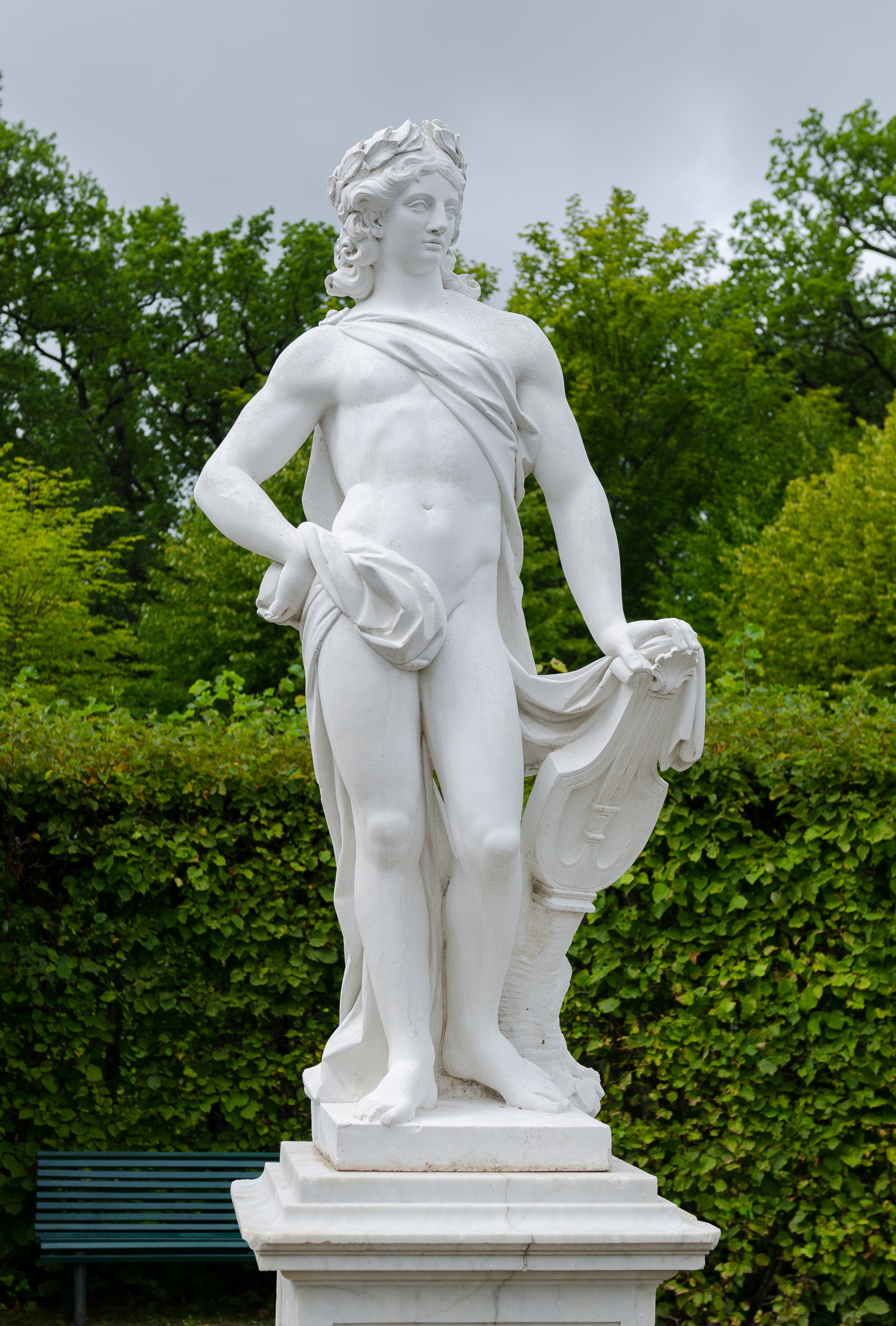
Дроттнингхольм
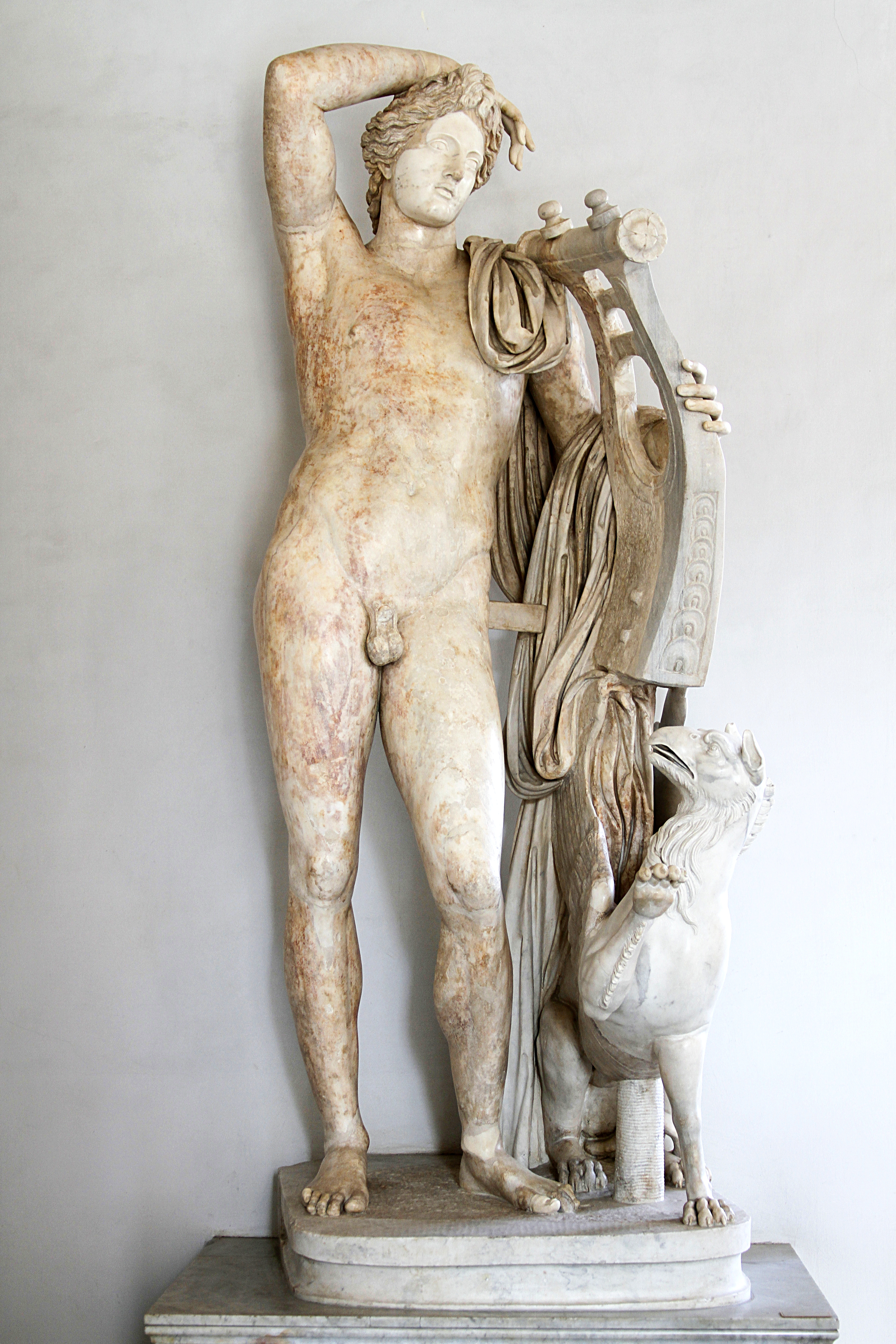
Капитолийские музеи